# Súlyozott átlag
A súlyozott átlag a számtani közép általánosítása. A kettő között az a különbség, hogy az egyes értékeknek itt nem feltétlenül egyenlő a szerepe. Egyes értékek nagyobb súllyal eshetnek a latba, mint mások. Leginkább a leíró statisztikában van fontos szerepe.
Ha minden érték egyenlő súllyal esik latba, akkor a súlyozott átlag nem más, mint a közönséges számtani átlag. Bár a súlyozott átlag a legtöbb esetben a számtani átlaghoz hasonlóan működik, vannak olyan tulajdonságai, melyek az intuitív megérzéssel nincsenek összhangban. Erre mutat példát a Simpson-paradoxon.
A súlyozott átlag általában valamilyen súlyokkal ellátott értékek számtani átlagára utal, de ennek mintájára meg lehet határozni az értékek súlyozott mértani átlagát és súlyozott harmonikus átlagát is.

## Matematikai definíció
A súlyozott átlaga egy nem üres halmaz elemeinek
{\displaystyle \{x_{1},x_{2},\dots ,x_{n}\},}
nemnegatív súlyokat használva
{\displaystyle \{w_{1},w_{2},\dots ,w_{n}\},}
az eredmény
{\displaystyle {\bar {x}}={\frac {\sum _{i=1}^{n}w_{i}x_{i}}{\sum _{i=1}^{n}w_{i}}},}
ami azt jelenti, hogy
{\displaystyle {\bar {x}}={\frac {w_{1}x_{1}+w_{2}x_{2}+\cdots +w_{n}x_{n}}{w_{1}+w_{2}+\cdots +w_{n}}}.}
Ebből az következik, hogy a nagyobb súlyú elem jobban számít az átlag meghatározásakor, mint azok, melyeknek kisebb a súlyuk. A súlyok nemnegatív értékek lehetnek. Lehetnek olyan értékek, melyeknek 0 a súlya. Legalább egy értéknek azonban ennél nagyobb súllyal kell bírnia. Nullával ugyanis nem lehet osztani.
A formula leegyszerűsödik, ha normáljuk a súlyokat, tehát ezek összértéke {\displaystyle 1}, pl. {\displaystyle \sum _{i=1}^{n}{w_{i}}=1}. Ilyen normált súlyoknál a súlyozott átlag egyszerűen
{\displaystyle {\bar {x}}=\sum _{i=1}^{n}{w_{i}x_{i}}}.
A közönséges átlag {\displaystyle {\frac {1}{n}}\sum _{i=1}^{n}{x_{i}}} a súlyozott átlag egy olyan speciális esete, ahol minden adatnak egyenlő a súlya. {\displaystyle w_{i}=w}

## Példa
Van két osztály. Az egyikbe 20, a másikba 30 tanuló jár. Egy teszten a következő pontszámok születtek:
Délelőtti osztály = 62, 67, 71, 74, 76, 77, 78, 79, 79, 80, 80, 81, 81, 82, 83, 84, 86, 89, 93, 98
Délutáni osztály = 81, 82, 83, 84, 85, 86, 87, 87, 88, 88, 89, 89, 89, 90, 90, 90, 90, 91, 91, 91, 92, 92, 93, 93, 94, 95, 96, 97, 98, 99
A reggeli osztály eredményeinek számtani átlaga 80, a délutáni osztályé pedig 90. A két szám számtani átlaga 85. Ha így állapítjuk meg az évfolyam átlagát, akkor nem vesszük figyelembe, hogy az egyik szám súlya 20, a másiké 30. A 85 nem azt az értéket mutatja meg, hogy hány pontot értek el átlagosan a gyerekek. Azt úgy lehet meghatározni, hogy összeadjuk az összes pontszámot, és az osztályok közötti megoszlásra tekintet nélkül a két osztály összlétszámával osztunk.
{\displaystyle {\bar {x}}={\frac {4300}{50}}=86.}
Egy másik, szintén járható megoldás az, ha a két osztály átlageredményét az osztály létszámával súlyozva átlagoljuk. Ilyenkor az osztályátlagok súlyozott átlagát számítjuk ki.
{\displaystyle {\bar {x}}={\frac {(20*80)+(30*90)}{20+30}}=86.}
A súlyozott átlaggal tehát olyankor is meg tudjuk állapítani az osztályok átlagos pontszámát, ha csak az átlageredményeket és az osztályok létszámát ismerjük.